# مشی‌ئوری اونا

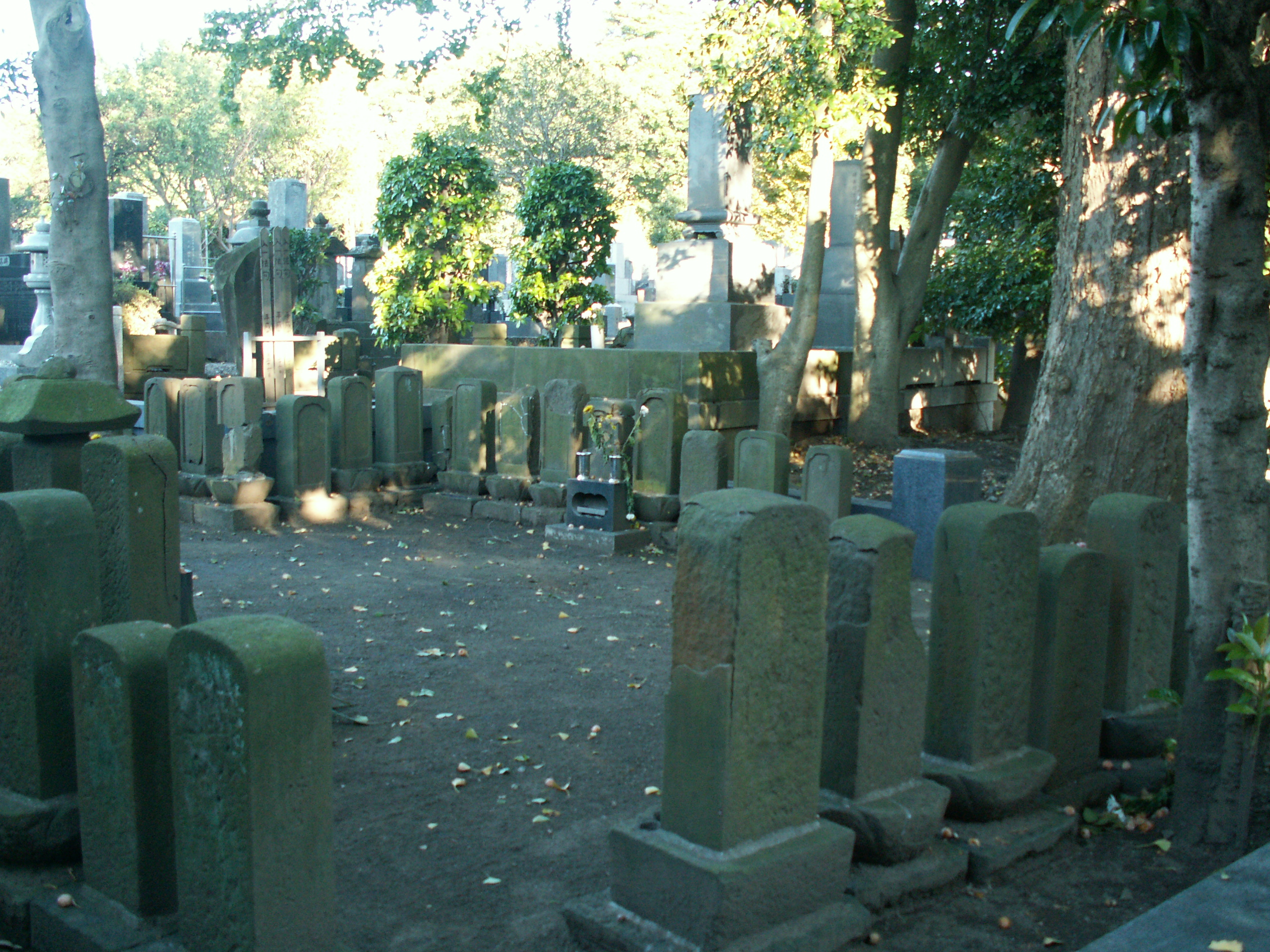
گورهای مِشوری اونا در محوطه معبد ایشو جی در شهر فوجیساوا. آنها توسط مالک هتل کوماتسویا در دوران ادو ساخته شدند

مشی‌ئوری اونا (به ژاپنی: 飯売女 meshiuri onna) یا میشی موری اونا (به ژاپنی: 飯盛女 Meshimori onna)، به معنای واقعی کلمه «زن غذاساز»، اصطلاح ژاپنی برای زنانی است که توسط مسافرخانه‌های «هاتاگو» در «شوکوبا» (ایستگاه‌های پست) در امتداد مسیرهای کایدو (جاده) در ژاپن در طول دوره ادو استخدام می‌شدند. آنها در ابتدا خدمتکارانی بودند که توسط مسافرخانه‌ها استخدام می‌شدند، اگرچه با افزایش رفت و آمد در امتداد «کایدو» و افزایش رقابت بین مسافرخانه‌ها، اغلب به تن‌فروشی مشغول بودند.